# Posąg

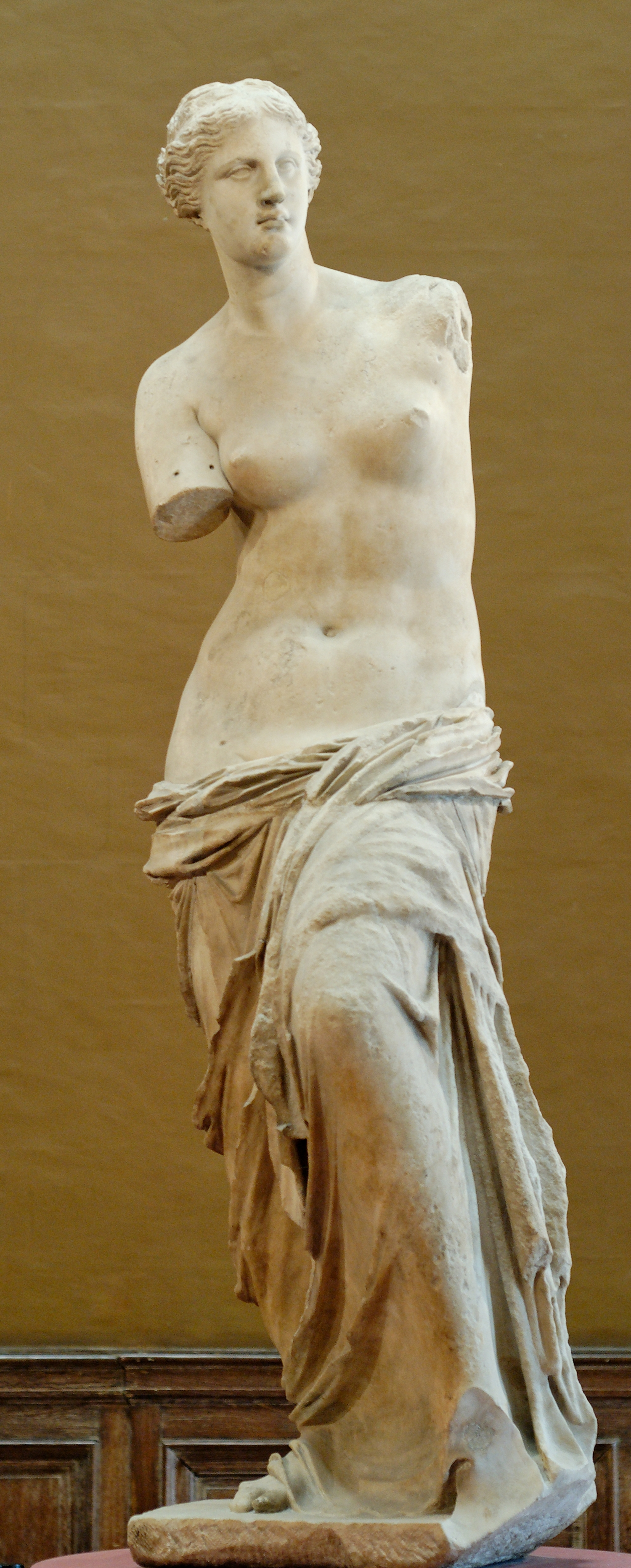
Posąg Wenus z Milo

Posąg (także statua, figura) – pełnoplastyczna rzeźba przedstawiająca postać ludzką (czasem na koniu), rzadziej zwierzęcia.
Rzeźba ta może być wykonana z kamienia, drewna, ceramiki itp. Zwykle jest ustawiana na postumencie, czasem w niszy. W odniesieniu do figur ludzkich najczęściej stosuje się terminy posąg lub statua. Przy niewielkich rozmiarach rzeźb kultowych lub dekoracyjnych właściwszy jest termin figurka.